# تشارلز إي. كورتني
تشارلز إي. كورتني (بالإنجليزية: Charles E. Courtney)‏ هو مدرب تجديف أمريكي، ولد في 13 نوفمبر 1849 في يونيون سبرينغز في الولايات المتحدة، وتوفي في 17 يوليو 1920 في Cayuga Lake ‏ في الولايات المتحدة.